# Dividendo pasivo
Dividendo pasivo es la parte del valor nominal de una acción no desembolsada totalmente.
Cuando se constituye una sociedad o se amplía su capital el nuevo capital es suscrito por sus accionistas, que pueden llegar a un acuerdo para que su desembolso no se realice inmediatamente, quedando entonces una parte del capital no desembolsado que constituye el dividendo pasivo. La sociedad puede establecer un calendario para el pago de los dividendos pasivos de los accionistas. 

## El dividendo pasivo en el Derecho Mercantil

### España
En el derecho mercantil vigente en España esta posibilidad sólo está contemplada para las Sociedades Anónimas en las que se permite el desembolso parcial del 25% del valor nominal de cada acción, si bien los estatutos sociales o el órgano de administración de la compañía deberá establecer la forma y plazo para el desembolso del resto. Mientras subsiste la falta de pago de los dividendos pasivos en el plazo establecido, el accionista moroso está privado del derecho al voto en las Juntas Generales, del derecho a percibir dividendos y del derecho de suscripción preferente de nuevas acciones. Además, por el atraso en el pago de los dividendos pasivos, deberá satisfacer a la sociedad el interés de demora."Cantidad de capital pendiente de desembolso"
Las acciones parcialmente desembolsadas se califican como acciones no liberadas.
- Datos: Q17629285